# Livádi (Piérie)
Livádi, en grec moderne : Λιβάδι, est un village du dème de Pýdna-Kolindrós, de Macédoine-Centrale en Grèce.
Selon le recensement de 2011, la population du village s'élève à 235 habitants.